# Анкер Киле
Анкер Киле (19. април 1917 — 1. фебруар 2000) био је норвешки фудбалски голман који је играо за Норвешку на Светском првенству у фудбалу 1938. године. Два пута је играо за репрезентацију. Такође је играо за Сторм.